# Новабад (Дабуй-є Джонубі)
Новабад (перс. نواباد) — село в Ірані, у дегестані Дабуй-є Джонубі, у бахші Дабудашт, шагрестані Амоль остану Мазендеран. За даними перепису 2006 року, його населення становило 131 особу, що проживали у складі 33 сімей.

## Клімат
Середня річна температура становить 17,12 °C, середня максимальна – 30,91 °C, а середня мінімальна – 3,86 °C. Середня річна кількість опадів – 894 мм.
| Клімат поселення                              | Клімат поселення | Клімат поселення | Клімат поселення | Клімат поселення | Клімат поселення | Клімат поселення | Клімат поселення | Клімат поселення | Клімат поселення | Клімат поселення | Клімат поселення | Клімат поселення | Клімат поселення |
| Показник                                      | Січ.             | Лют.             | Бер.             | Квіт.            | Трав.            | Черв.            | Лип.             | Серп.            | Вер.             | Жовт.            | Лист.            | Груд.            |                  |
| Середній максимум, °C                         | 11,77            | 11,99            | 15,12            | 20,93            | 24,39            | 27,67            | 30,71            | 30,91            | 28,10            | 23,34            | 18,16            | 14,00            |                  |
| Середня температура, °C                       | 7,82             | 8,04             | 11,17            | 16,99            | 20,44            | 23,73            | 26,04            | 26,27            | 23,41            | 18,70            | 13,50            | 9,32             |                  |
| Середній мінімум, °C                          | 3,86             | 4,09             | 7,21             | 13,03            | 16,51            | 19,78            | 21,40            | 21,60            | 18,75            | 14,02            | 8,81             | 4,66             |                  |
| Норма опадів, мм                              | 95               | 72               | 62               | 30               | 26               | 24               | 23               | 54               | 97               | 157              | 134              | 120              |                  |
| Середньомісячна швидкість вітру, м/с          | 2.06             | 2.50             | 2.50             | 2.32             | 2.40             | 2.80             | 2.65             | 2.16             | 2.02             | 1.90             | 1.99             | 2.10             |                  |
| Середньомісячна сонячна радіація, кДж/м²·день | 8233             | 10346            | 12389            | 15681            | 19916            | 21731            | 21564            | 18682            | 15372            | 11951            | 9506             | 7730             |                  |
| --------------------------------------------- | ---------------- | ---------------- | ---------------- | ---------------- | ---------------- | ---------------- | ---------------- | ---------------- | ---------------- | ---------------- | ---------------- | ---------------- | ---------------- |
| Джерело:                                      |                  |                  |                  |                  |                  |                  |                  |                  |                  |                  |                  |                  |                  |